# Babiana angustifolia
Babiana angustifolia es una especie de planta fanerógama perteneciente a la familia Iridaceae. Es un endemismo de la Provincia del Cabo en Sudáfrica.

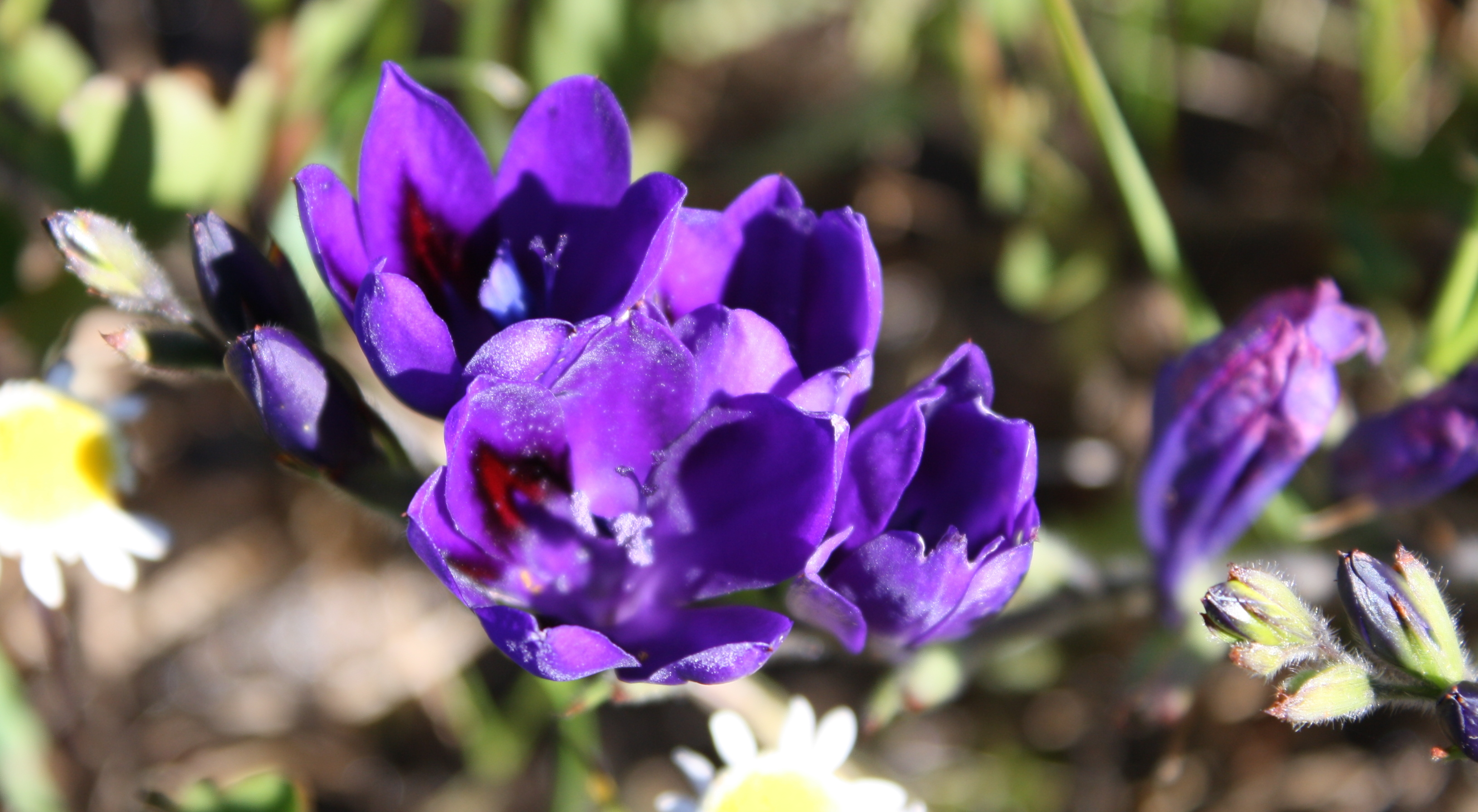
Flores

## Descripción
Es una planta perennifolia herbácea, geofita que alcanza un tamaño de 0.15 - 0.2 m a una altitud de 115 - 215  metros.

## Taxonomía
Babiana angustifolia fue descrita por Robert Sweet y publicado en Hort. Brit. 396 1826.
Etimología
Ver: Babiana
angustifolia: epíteto latíno que significa "con hojas estrechas"
Sinonimia
- Acaste pulchra Salisb.
- Babiana atrocyanea Eckl.
- Babiana atrodeltoidea Eckl.
- Babiana intermedia L.Bolus
- Babiana pulchra G.J.Lewis
- Babiana stellata Eckl.
- Babiana stricta var. angustifolia (Sweet) Baker	[4]